# Guy Perrin
Pour les articles homonymes, voir Perrin.
Guy Perrin, né en 1968, est un astronome français originaire de Saint-Etienne. Depuis 2022, il est membre de l'académie des sciences. Ancien élève de l'École polytechnique, il a obtenu un doctorat en astrophysique et techniques spatiales de l'Université Paris 7 en 1997. Il est actuellement chercheur au Laboratoire d’Études Spatiales et d’Instrumentation en Astrophysique (LESIA) de l'Observatoire de Paris.

## Travaux et contributions
Les recherches de Guy Perrin se concentrent sur la haute résolution angulaire et ses applications en astrophysique. Pionnier de l'interférométrie longue base par fibres monomodes, il a dirigé l'équipe OHANA qui a réalisé la première recombinaison de télescopes optiques par fibres monomodes en 2005. Il est également à l'origine du concept de masquage de pupille par fibres pour l'imagerie à très haute dynamique,.
Parmi ses contributions notables, on compte la résolution du mode de pulsation des étoiles de type Mira, la détection des MOLsphères autour d’étoiles supergéantes rouges, et la première image de cellules de convection à la surface de ces étoiles. Il a également participé à la première détection du tore de poussière au centre d’un noyau actif de galaxie.
Guy Perrin a été responsable de la contribution française à l'instrument GRAVITY, qui combine les grands télescopes du Very Large Telescope (VLT) au Chili pour observer l’environnement proche du trou noir Sagittarius A* et tester la relativité générale en champ fort.

## Distinctions et responsabilités
Guy Perrin a reçu plusieurs prix prestigieux, dont le Grand Prix scientifique de la Fondation Simone et Cino del Duca en 2015, le prix La Recherche en 2019, le prix Fizeau en 2020, et il a été élu à l'Académie des sciences en 2022. Il est également Chevalier de l'ordre national du mérite depuis 2019.
Il a été vice-président du Conseil Scientifique de l’Observatoire de Paris et directeur adjoint scientifique chargé de l’astronomie au CNRS/INSU de 2017 à 2021.
En plus de ses recherches, il est enseignant en master et à l’Institut d’Optique Graduate School.

## Distinctions
- 2019 :  Chevalier de l'ordre national du Mérite